# Aveyron
Aveyron é um departamento da França, localizado na região da Occitânia. Sua capital é a cidade de Rodez.